# Stupsjön, Dalarna
Stupsjön är en sjö i Älvdalens kommun i Dalarna och ingår i Dalälvens huvudavrinningsområde. Sjön har en area på 0,445 kvadratkilometer och ligger 622,1 meter över havet. Sjön avvattnas av vattendraget Stupån.

## Delavrinningsområde
Stupsjön ingår i det delavrinningsområde (687527-131431) som SMHI kallar för Utloppet av Stupsjön. Medelhöjden är 657 meter över havet och ytan är 6,09 kvadratkilometer. Räknas de 3 avrinningsområdena uppströms in blir den ackumulerade arean 70,2 kvadratkilometer. Stupån som avvattnar avrinningsområdet har biflödesordning 3, vilket innebär att vattnet flödar genom totalt 3 vattendrag innan det når havet efter 503 kilometer. Avrinningsområdet består mestadels av skog (82 procent). Avrinningsområdet har 0,45 kvadratkilometer vattenytor vilket ger det en sjöprocent på 7,3 procent.